# Colostygia nebularia
Colostygia nebularia är en fjärilsart som beskrevs av Philogène Auguste Joseph Duponchel 1845. Colostygia nebularia ingår i släktet Colostygia och familjen mätare. Inga underarter finns listade i Catalogue of Life.